# Indicatif régional 651

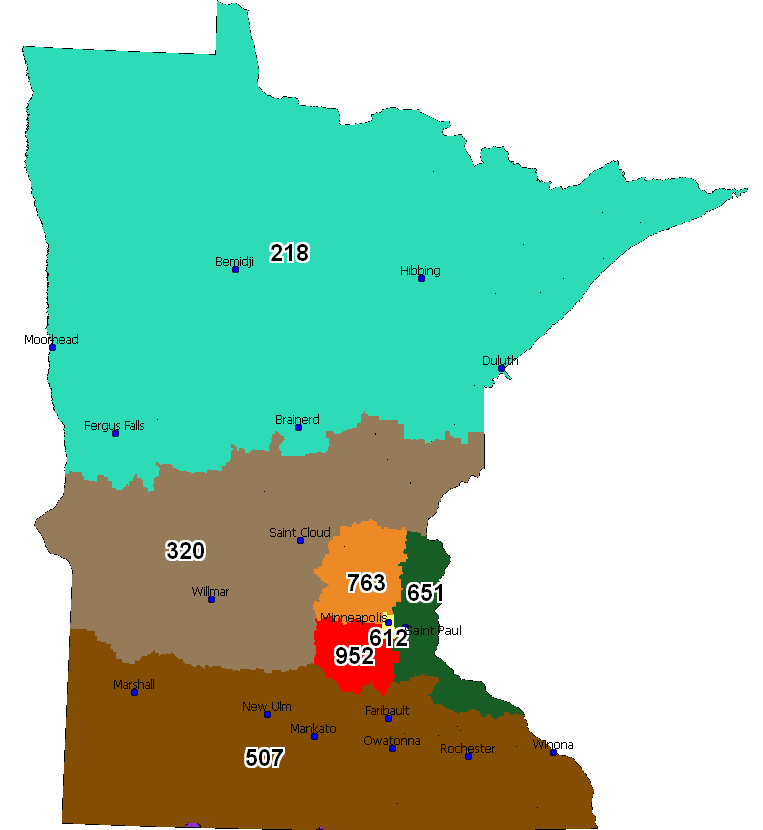
Carte de l'État du Minnesota avec les territoires de ses indicatifs régionaux. L'indicatif régional 651 est en vert à l'est de l'État.

L'indicatif régional 651 est l'un des indicatifs téléphoniques régionaux de l'État du Minnesota aux États-Unis. Cet indicatif couvre une partie de l'est de l'État. Plus précisément, l'indicatif dessert la ville de Saint Paul ainsi que les banlieues est des villes jumelles Minneapolis-Saint Paul.
La carte ci-contre indique en vert le territoire couvert par l'indicatif 651.
L'indicatif régional 651 fait partie du Plan de numérotation nord-américain.

## Villes desservies par l'indicatif
- Afton
- Arden Hills
- Bayport
- Center City
- Chisago City
- Coates
- Columbus
- Cottage Grove
- Dellwood
- Eagan
- Falcon Heights
- Farmington
- Forest Lake
- Gem Lake
- Goodhue
- Grant
- Harris
- Hastings
- Hugo
- Inver Grove Heights
- Lake City
- Lake Elmo
- Lakeland
- Lindstrom
- Lino Lakes
- Little Canada
- Mahtomedi
- Maplewood
- Mendota Heights
- Miesville
- New Brighton
- New Trier
- Newport
- North Branch
- North Oaks
- North St. Paul
- Oak Park Heights
- Oakdale
- St. Paul
- St. Paul Park
- Scandia
- Shoreview
- South St. Paul
- Stacy
- Stillwater
- Taylors Falls
- Red Wing
- Rosemount
- Roseville
- Vadnais Heights
- Vermillion
- Wabasha
- Welch
- West St. Paul
- White Bear Lake
- Withrow
- Woodbury
- Wyoming

## Source
- (en) Cet article est partiellement ou en totalité issu de l’article de Wikipédia en anglais intitulé « Area code 651 » (voir la liste des auteurs).